# Embalse de Bellús
El embalse de Bellús se encuentra situado entre el municipio de Bellús y la localidad vecina de Benigánim, en la provincia de Valencia, Comunidad Valenciana, España.
Se construyó en el año 1995 en el cauce del río Albaida sobre una superficie de 703 ha, con una capacidad máxima de 69 hm³.
Este embalse pertenece a la Confederación Hidrográfica del Júcar y tiene por función el embalse de aguas para el riego y prevenir avenidas.

## Actividades
Este embalse tiene contaminación y sus aguas son de baja calidad, ya que el río Albaida en su recorrido atraviesa zonas industriales que vierten al mismo.

### Pesca
Por lo general pueden encontrarse la carpa común de pequeño tamaño y la perca sol.